# Deutsche Dreiband-Meisterschaft 1957

Veranstaltungsort: Berlin

Die Deutsche Dreiband-Meisterschaft 1957 (DDM) war die 25. Ausgabe dieser Turnierserie und fand vom 7. bis 10. März in Berlin statt.

## Geschichte
In Berlin errang der Duisburger August Tiedtke 1935 seinen ersten Dreibandtitel und in den „Juhre-Festsälen“ am Nollendorfplatz holte er sich seinen 14. Titel als Deutscher Dreibandmeister, welches auch gleichzeitig sein 25. deutscher Meistertitel war.
Erstmals wurde die Meisterschaft in einer zweieinhalbstündigen Reportage dem deutschen Fernsehpublikum vorgestellt.
Es war die zweite Meisterschaft die wieder mit Elfenbeinbällen ausgespielt wurde.
Im letzten regulären Gruppenspiel konnte der Frankfurter Walter Lütgehetmann Tiedtke den schon sicher geglaubten Sieg mit einem 50:49 noch abnehmen und so mussten die beiden in eine Stichpartie gehen um den Meister zu ermitteln. Diesmal konnte sich der Duisburger durchsetzen und Lütgehetmann blieb erneut nur der Vizemeistertitel, wie schon 1951 und 1955. Als dritter kam der Düsseldorfer Siegfried Spielmann aufs Treppchen. Titelverteidiger Ernst Rudolph spielte wie gewohnt stark, musste sich aber Tiedtke, Lütgehetmann und Spielmann beugen und so kam er nur auf den undankbaren vierten Platz.
Unter den Gästen befand sich auch der billardbegeisterte Berliner Kammersänger Michael Bohnen. Ihm wurde auch die Ehre zuteil dem Sieger den von ihm selbst gestiftete Pokal zu überreichen. Dies tat er mit den Worten:

„Diese Venus ist kopflos, diese Venus ist kalt,

Probier sie zu erringen, und ihr merkt es dann bald!

Der Wettstoß nach dieser Venus sei „Ehrgeiz“ gar vieler.

Sie ist nun Triumphpreis für Dreibandspieler.

Und wer will den Besten mit diesem Sinnbild belohnen?

Der Dreibandsänger Michael Bohnen.“

Besorgt hatte ihm die Statue sein italienischer Freund und Kollege Benjamino Gigli.

## Modus
Es spielte „Jeder gegen Jeden“ (Round Robin) auf 50 Punkte mit Nachstoß.

## Abschlusstabelle
| MP    | Match Points (Sieger = 2; Unentschieden = 1; Verlierer = 0) |
| Pkte. | Erzielte Karambolagen                                       |
| Aufn. | Benötigte Versuche                                          |
| GD    | Generaldurchschnitt                                         |
| BED   | Bester Einzeldurchschnitt eines Spielers                    |
| HS    | Höchstserie                                                 |
|       | Bester GD des Turniers                                      |
|       | Bester ED des Turniers                                      |
|       | Beste HS des Turniers                                       |
|       | 1. Platz (Gold)                                             |
|       | 2. Platz (Silber)                                           |
|       | 3. Platz (Bronze)                                           |

| 1                                             | August Tiedtke (Saarbrücken)         | 12:2 | 349 | 428 | 0,815 | 0,961 | 8 |
| 2                                             | Walter Lütgehetmann (Frankfurt/Main) | 12:2 | 339 | 450 | 0,753 | 1,190 | 7 |
| 3                                             | Siegfried Spielmann (Düsseldorf)     | 11:3 | 343 | 507 | 0,676 | 0,819 | 8 |
| 4                                             | Ernst Rudolph (Köln)                 | 8:6  | 316 | 449 | 0,703 | 0,909 | 7 |
| 5                                             | Joachim Eiter (Münster)              | 6:8  | 253 | 509 | 0,497 | 0,641 | 5 |
| 6                                             | Gerhard Hüpper (Düsseldorf)          | 4:10 | 288 | 542 | 0,531 | 0,666 | 6 |
| 7                                             | Erich Noppeney (Aachen)              | 3:11 | 286 | 498 | 0,574 | 0,781 | 5 |
| 8                                             | Rudolf Apelt (Berlin)                | 0:14 | 279 | 499 | 0,559 | –     | 7 |
| Turnierdurchschnitt: 0,631 (ohne Stichpartie) |                                      |      |     |     |       |       |   |
| Stichpartie                                   |                                      |      |     |     |       |       |   |
| -                                             | August Tiedtke                       | 2:0  | 50  | 63  | 0,793 | 0,793 | 6 |
| -                                             | Walter Lütgehetmann                  | 0:2  | 29  | 63  | 0,460 | –     | 3 |
| nach Stichpartie                              |                                      |      |     |     |       |       |   |
| 1                                             | August Tiedtke (Saarbrücken)         | 14:2 | 399 | 491 | 0,812 | 0,961 | 8 |
| 2                                             | Walter Lütgehetmann (Frankfurt/Main) | 12:4 | 368 | 513 | 0,717 | 1,190 | 7 |
| Turnierdurchschnitt: 0,631 (mit Stichpartie)  |                                      |      |     |     |       |       |   |